# Podarg de Hodgson
El podarg de Hodgson(Batrachostomus hodgsoni) és una espècie d'ocell de la família dels podàrgids (Podargidae) que habita la selva humida del nord-est de l'Índia, sud-oest de la Xina, oest, nord-est i est de Myanmar, nord-oest de Tailàndia, nord-oest i sud de Laos i centre del Vietnam.

## Subespècies
S'han descrit dues subespècies:
- Batrachostomus hodgsoni hodgsoni (Gray,GR) 1859.
- Batrachostomus hodgsoni indochinae Stresemann, 1937.